# Alfred Steux
Alfred Steux né à Dottignies, le 21 janvier 1918 et exécuté à Munich, le 27 octobre 1944, est un résistant belge, membre de la Direction Nationale du RNJ (Rassemblement National de la Jeunesse). Il fonde à Dottignies une section de l'Armée Secrète et une section du RNJ.

## Biographie
Alfred Steux est né à Dottignies le 21 janvier 1918. La guerre éclate lorsqu'il a 22 ans et il se met au service de la résistance. Il se marie avec Louiza Hendrickx, originaire de Tirlemont, avec qui il a d'abord un garçon, Claude, né le 7 juin 1942.
Mais le réseau est découvert et Alfred Steux est arrêté le 31 juillet 1943, environ 2 mois avant la naissance de sa fille, Monique, le 23 septembre 1943.
Il est guillotiné le 27 octobre 1944 et incinéré le 28 octobre 1944 à la prison de Stadelheim.
Alfred Steux a été inhumé le 29 juillet 1951 au cimetière de Bruxelles à Evere.

### Parcours de captivité
Alfred Steux a été arrêté le 31 juillet 1943 et rejoint un groupe de 19 membres du RNJ, dont les membres dirigeants.
Tous sont des "Nacht und Nebel" ("Nuit et brouillard"), ce qui signifie qu'à partir de leur départ vers l'Allemagne, aucune information n'a été donnée à leur sujet à leurs familles et proches. Personne n'a su ce qu'ils étaient devenus, s'ils étaient vivants ou non, jusqu'à la libération des camps par les alliés.
Parcours de captivité d'Alfred Steux :
- prison de Saint-Gilles (Bruxelles)
- Essen (Allemagne) à partir du 15/10/1943
- Esterwegen (camp de concentration) (Allemagne) (no 1675-43)
- Kaisheim (Allemagne)
- Straubing (Allemagne)
- Munich Stadelheim (Allemagne) où il est exécuté (c'est actuellement toujours la prison de Munich)

## Ceux qui ne sont pas revenus

### Exécutés à Munich
Six membres du RNJ ont été exécutés le 27 octobre 1944 à Munich :
- Alfred Steux, nom de guerre "Raymond"
- Roger De Buyst, nom de guerre "Alex"
- Jean Lagneau, nom de guerre "François"
- Fernand Lecoq, nom de guerre "Victor"
- Maurice Orcher, nom de guerre "Marcel"
- Aimé Verneirt, nom de guerre "Louis"

### Exécuté à Dachau
- Simon Goldberg, nom de guerre "Frédérick", était juif. Il a été pendu à Dachau, sans procès.

## Le témoignage des survivants
L'abbé Dieudonné Bourguignon, nom de guerre "Fernand", qui devait également être exécuté en même temps qu'Alfred Steux, survivra par chance et témoignera par la suite, notamment en rassemblant les documents témoignant de l'activité du RNJ et grâce à ses notes de captivité inscrites dans son missel. Il a fini sa vie comme missionnaire en Indochine, où il est décédé en 1974.
D'autres parmi les rescapés des 19 ont également rassemblé leurs souvenirs dans des documents : 
- Franz Bridoux, nom de guerre "Jean", a rassemblé de nombreux documents sous le titre "19 Nacht und Nebel - Souvenirs… Témoignages…"
- Marcel Cauvin, nom de guerre "Max", a rassemblé ses souvenirs sous le titre "De Wasmuel à Esterwegen, De la Gestapo à la Libération, Témoignage et souvenirs"
- Marius Cauvin, nom de guerre "Pierre"
- Joseph Berman, nom de guerre "Fred", décédé en 1996, a écrit ses mémoires sous le titre: "J'ai eu de la chance c'est tout"

Ces souvenirs, et de nombreux témoignages, ont été remis aux descendants d'Alfred Steux, qui ont par hasard retrouvé Franz Bridoux plus de 64 ans après la mort d'Alfred Steux.

## Les 19 coïnculpés du RNJ
Franz Bridoux a reconstruit la liste des 19 coïnculpés du RNJ et de leurs noms de guerre.
1. Alfred Steux, nom de guerre "Raymond", né le 21/1/1918, exécuté le 27/10/1944 à l'âge de 26 ans.
2. Roger De Buyst, nom de guerre "Alex", né le 30/12/1916, exécuté le 27/10/1944 à l'âge de 28 ans.
3. Jean Lagneau, nom de guerre "François", né le 14/5/1914, exécuté le 27/10/1944 à l'âge de 30 ans.
4. Fernand Lecoq, nom de guerre "Victor", né le 7/8/1917, exécuté le 27/10/1944 à l'âge de 27 ans.
5. Maurice Orcher, nom de guerre "Marcel", né le 3/9/1919, exécuté le 27/10/1944 à l'âge de 25 ans.
6. Aimé Verneirt, nom de guerre "Louis", né le 23/7/1911, exécuté le 27/10/1944 à l'âge de 33 ans.
7. Franz Bridoux, nom de guerre "Jean", né le 1/1/1924, décédé à Rixensart le 14/01/2017 à l'âge de 93 ans.
8. Marcel Cauvin, nom de guerre "Max", né le 25/10/1926, vit à Saint-Ghislain.
9. Marius Cauvin, nom de guerre "Pierre", né le 20/5/1924, vit à Boussu.
10. Joseph Berman, nom de guerre "Fred", né le 14/9/1921, décédé à Bruxelles le 11/7/1996 à l'âge de 74 ans.
11. Simon Goldberg, nom de guerre "Frédérick", né le 25/4/1923, exécuté le 29/9/1944 à l'âge de 21 ans.
12. Dieudonné Bourguignon, nom de guerre "Fernand", né le 30/5/1913, décédé au Viêt Nam le 3/9/1974 à l'âge de 59 ans.
13. Jean Carlens, nom de guerre "Daniel", né le 1/3/1924.
14. André Volke, nom de guerre "Alfred", né le 24/3/1922.
15. Denise Doger, nom de guerre "Jeanine", née le 8/5/1921, décédée à Baudour le 14/12/1954 à l'âge de 33 ans.
16. Georgette Cornez, nom de guerre "Annette", née le 2/8/1921, décédée à Quaregnon dans les années 1960.
17. Liliane Van den Boom, nom de guerre "?", née le 6/12/1923, décédée à Bruxelles en 1992 à l'âge de 69 ans.
18. Marie-Jeanne Delcroix, nom de guerre "Angèle", née le 21/6/1921, décédée à Hornu dans les années 1960.
19. Robert Wolsztajn, nom de guerre "Henri", né le 21/11/1922, décédé à Bruxelles dans les années 1960-1970.

## Autre Alfred Steux
Le parrain d'Alfred Steux, également prénommé Alfred Steux, a été coureur cycliste du début du XXe siècle. Il a terminé 9e du Tour de France 1919. Une rue de Dottignies porte son nom.